# Hypergerus atriceps
Hypergerus atriceps là một loài chim trong họ Cisticolidae.